# دونوزتاو (شهرستان اوزکند)
دونوزتاو (به لاتین: Donuz-Too) یک منطقهٔ مسکونی در قرقیزستان است که در شهرستان اوزکند واقع شده‌است. دونوزتاو ۳۲۱ نفر جمعیت دارد و ۱٬۱۷۲ متر بالاتر از سطح دریا واقع شده‌است.